# Philip Sprint
Philip Sprint (* 27. Juni 1993 in Berlin) ist ein deutscher Fußballtorwart.

## Karriere
Philip Sprint wurde als Zehnjähriger von seinen Eltern zum Nordberliner SC geschickt, um Fußball zu spielen. Er wechselte 2006 zu Hertha BSC, bei der er die restlichen Jugendabteilungen durchlief. Ab der Saison 2011/12 stand Sprint im Kader der zweiten Mannschaft von Hertha BSC und bestritt fünf Regionalliga-Partien. Im Sommer 2012 stieg er in den Profikader der Hertha auf und war dort hinter Thomas Kraft und Sascha Burchert dritter Torhüter. Am 12. August wurde er, nachdem Sascha Burchert aufgrund einer Notbremse vom Platz gestellt worden war, bei der 1:3-Niederlage gegen den FSV Frankfurt eingewechselt. Zur Saison 2014/2015 wurde er jedoch nach der Verpflichtung von Rune Jarstein in die zweite Mannschaft zurückversetzt.
Sprint wechselte zur Saison 2015/16 zum Viertligisten Alemannia Aachen. Er unterschrieb einen Vertrag bis 2017. In diesen zwei Jahren bei der Alemannia, kam er sowohl bei der 1. Mannschaft in der Regionalliga West als auch bei der 2. Mannschaft in der Mittelrheinliga, später Landesliga Mittelrhein zum Einsatz.
Nach Ablauf seines Vertrags wechselte Sprint in die Oberliga Nordost zu Hertha 03 Zehlendorf. Nach drei Spielzeiten in der Oberliga Nordost wechselte Sprint in die Regionalliga Nordost zum FC Viktoria 1889 Berlin. Mit diesem gelang ihm 2021 der Aufstieg in die 3. Liga.
Zur Saison 2022/23 kehrte Sprint zur zweiten Mannschaft von Hertha BSC zurück. Er absolvierte ein Regionalligaspiel. In der Saison 2023/24 kam er ebenfalls einmal zum Einsatz. Am letzten Spieltag stand Sprint unter Pál Dárdai in der 2. Bundesliga ohne Einsatz im Spieltagskader.